# Kanton Castres-Nord
Kanton Castres-Nord (francouzsky Canton de Castres-Nord) je francouzský kanton v departementu Tarn v regionu Midi-Pyrénées. Tvoří ho dvě obce.

## Obce kantonu
- Castres (severní část)
- Laboulbène